# Sprachen der Zentralafrikanischen Republik

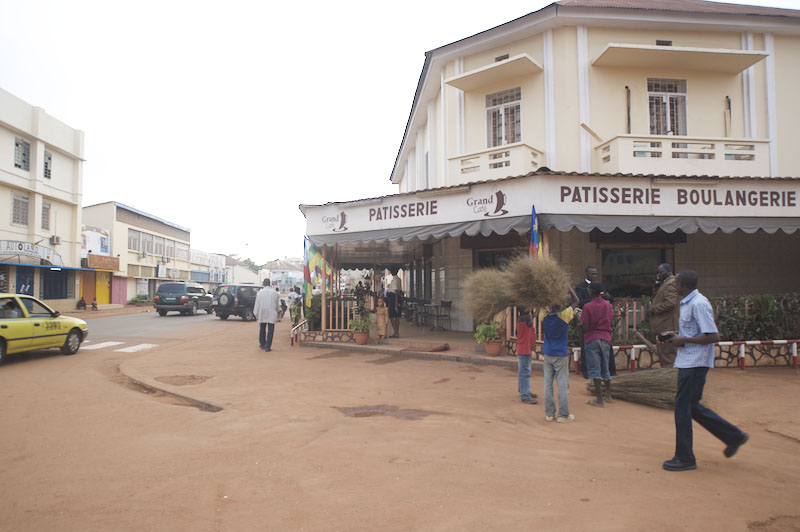
Eine Bäckerei und Konditorei in Bangui.

In der Zentralafrikanischen Republik werden 72 verschiedene Sprachen und Idiome gesprochen.

## Landessprachen
Fast alle Sprachen der Zentralafrikanischen Republik gehören zur Sprachfamilie der Niger-Kongo-Sprachen. Die große Mehrheit der Niger-Kongo-Sprachen wiederum gehört zur Gruppe der Ubangischen Sprachen, nur eine kleine Minderheit im Südwesten des Landes spricht Bantusprachen. Im Norden werden Sprachen der Nilosaharanischen Sprachfamilie gesprochen.
Die zwei Amtssprachen sind die ubangische Sprache Sango und das Französische. Zu den einheimischen Landessprachen zählen das Südbanda, das Banda-Banda, das Bokoto, das Gbanu, das Nordwest- bzw. Basangoa-Gbaya, das Kaba, das Karré, das Manza, das Mbati, das Ngbaka Ma’bo, das Pana, das Yakoma und das Azande.

## Amtssprachen
Das Französische ist seit der französischen Kolonialzeit die Schriftsprache sowie die Sprache in formellen Situationen. Nach Angaben der Allgemeinen Delegation zur französischen Sprache und zu den Sprachen Frankreichs sind inzwischen 7,5 % der Gesamtbevölkerung des Landes echte frankophone Sprecher.

„Drei Jahre nach der Unabhängigkeit, gab die MESAN (Mouvement d’Évolution Sociale de l’Afrique Noire) gegründet von B. Boganda, dem Sango den Status der nationalen Sprache, während das Französische den Status der Amtssprache erhielt. (Kongress von Berbérati, Juni 1963)“

Das Sango ist eine nach und nach kreolisierte Sprache, welche aus dem Ngbandi abstammt, sowie auf der Basis von zahlreichen französischen Wörtern. Das Sango hat insgesamt etwa 350.000 Muttersprachler. Die Sprache hat sich zur Vehikularsprache des Landes entwickelt – sie wurde bereits lange vor der französischen Kolonisation auf dem Gebiet des Ubangi-Schari gesprochen und hat sich auch während der Kolonialisierung als Sprache von Missionaren zur Evangelisation erhalten können. Und nach Angaben der délégation générale à la langue française et aux langues de France sprechen 92 % der Zentralafrikaner das Sango. Sie wurde bereits 1963 zur Nationalsprache und 1991 zur Amtssprache erklärt; weiterhin ist es inzwischen die Muttersprache fast aller Kinder der Hauptstadt des Landes, Bangui.

## Zweisprachigkeit
Im Artikel 17 der Verfassung vom 14. Januar 1995 werden Sango und Französisch als offizielle Sprachen des Landes genannt.
Einer statistischen Erhebung aus dem Jahr 1993 zufolge verfügten zu diesem Zeitpunkt 76 % der Bevölkerung über gar keine Französischkenntnisse.
16 % waren in der Lage sogenanntes „Lokalfranzösisch“ zu sprechen. Diese Leute hatten wenigstens zwei Jahre Französischunterricht in der Schule gehabt und füllten ihre sprachlichen Lücken sowohl beim Wortschatz wie in der Grammatik mit Elementen aus den einheimischen Sprachen auf, vor allem Sango. Diese Leute werden auch als „Francisants“ bezeichnet. Lokalfranzösisch ist für normale Französischsprecher zuweilen nur schwer zu verstehen.
Zu guter Letzt verfügten damals 8 % der Bevölkerung über gute Französischkenntnisse, d. h., sie wurden mindestens sechs Jahre in der Sprache unterrichtet und beherrschten die Sprache fließend.
Französische Muttersprachler gibt es fast nur unter den Europäern im Land. Ihre Anzahl liegt unter 10.000.
Im Alltag gestaltet sich die Zweisprachigkeit so, dass schriftliche Dinge auf Französisch abgewickelt werden, mündliche Dinge dagegen meistens mit Sango.
Nach Angaben des Projekts DYLAN von 1989, welche die Sprachpraktiken erfasst, werden im Bildungsmilieu Banguis von 54,10 % der Sondierten Sango gesprochen und von 45,85 % Französisch. Im Gegensatz dazu liegt die Verwendung des Französischen im Gespräch unter Freunden bei nur 7,72 %, die Verwendung des Sango bei 66,62 %.